# توماس ترانسترومر
توماس يوستا ترانسترومر (بالسويدية: Tomas Tranströmer، واللفظ [ˈtu:mɑs 'jœstɑ trɑ:n'strœmər])‏ (15 أبريل 1931 - 26 مارس 2015) من أكبر شعراء السويد في القرن العشرين، ويعتبر واحداً ممن يشكلون وجه الثقافة السويدية في العالم، في صف واحد مع إمانول سفيدنبوري وأوغست ستريندبرغ وإنغمار برغمان. وقد حصل على جائزة نوبل في الأدب عام 2011 «لأنه من خلال صوره المركَّزة الشافة يتيح لنا نظرة جديدة إلى الواقع».

## سيرته
ولد في ستوكهولم في 15 أبريل 1931 وأتم فيها الثانوية، وتخرج من جامعة ستوكهولم باختصاص علم النفس في سنة 1956، وعمل باختصاصه في سجن للأحداث ثم مع أشخاص حصلت لديهم إصابات وخيمة في مكان العمل ومع مدمنين على المخدرات، وقبل أن يصاب بسكتة كان اختصاصياً معروفاً في علم النفس.
ترانسترومر كان عازف بيانو بارعًا، غير أن إصابته بسكتة دماغية في مطلع تسعينيات القرن العشرين، وما نتج عنها من شلل في الجهة اليمنى من جسده وحبسة كلامية، دفعته إلى تعلم الكتابة بيده اليسرى والعزف بموسيقى اليد اليسرى فقط. وقد ألّف بعض الموسيقيين المعاصرين له مقطوعات خصيصًا لهذا الأسلوب. قضى معظم حياته في مدينة فيستيروس، ثم انتقل في سنواته الأخيرة إلى ستوكهولم حيث عاش مع زوجته مونيكا. توفي في 26 مارس 2015.

## أعماله
بدأ كتابة الشعر وهو في الثالثة عشرة، ونشر أول مجموعة شعرية بعنوان «17 قصيدة» في سنة 1954، وله حالياً 12 كتاباً شعرياً ونثرياً، ونثره يشبه الشعر. قبل أن ينشر شعره اشتهر كمترجم لشعر السرياليين الفرنسيين مثل أندريه بريتون.
حصل ترانسترومر على جميع الجوائز الأساسية التي تمنح في الدول الإسكندنافية، وعلى جوائز أوروبية مثل جائزة بترارك في سنة 1981 والإكليل الذهبي في سنة 2003، وعلى جائزة نوبل في الأدب في عام 2011.

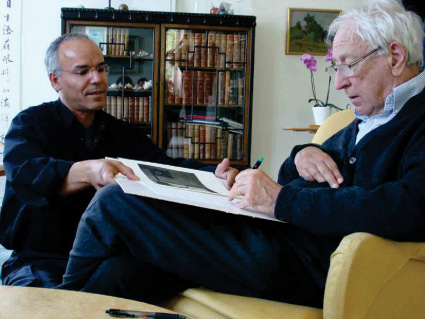
ترانسترومر (يمين) مع الفنان العراقي السويدي مظهر أحمد ، 2007

ترجمت أعماله إلى اللغة العربية مرتين: في سنة 2003 ترجم الشاعر العراقي المقيم في السويد علي ناصر كنانة مختارات من شعره بعنوان «ليلاً على سفر» (نشرتها «المؤسسة العربية للدراسات والنشر») ثم في سنة 2005 ترجم قاسم حمادي أعماله الكاملة (في حينها)، وراجعها أدونيس، وصدرت عن «دار بدايات».

## جائزة نوبل في الآداب للعام 2011
منح ترانسترومر جائزة نوبل في الآداب للعام 2011، هو الفائز رقم 108 بالجائزة، وأول سويدي يفوز بها منذ 1974. وقال أمين أكاديمية نوبل «إن أعمال توماس تعيد قراءة الذاكرة والتاريخ والموت بشكل أعمق». وقال إن اسمه كان مطروحاً في كل سنة منذ 1993.

## مؤلفاته
- ليلاً على سفر، نشرتها المؤسسة العربية للدراسات والنشر سنة 2003
- الأعمال الشعرية الكاملة،  ترجمة قاسم حمادي ومراجعة أدونيس، وصدرت عن «دار بدايات» سنة 2005، أعيد طبعها سنة 2011  وصدرت عن دار الجمل.
- ذكريات تراني، ترجمها للعربية طلال فيصل
- 17 قصيدة

## روابط خارجية
- توماس ترانسترومر على موقع الموسوعة البريطانية (الإنجليزية)
- توماس ترانسترومر على موقع مونزينجر (الألمانية)
- توماس ترانسترومر على موقع ميوزك برينز (الإنجليزية)
- توماس ترانسترومر على موقع إن إن دي بي (الإنجليزية)
- توماس ترانسترومر على موقع ديسكوغز (الإنجليزية)